# David Lumsdaine
David Newton Lumsdaine (Sydney, Austràlia, 31 d'octubre, 1931 – York, Yorkshire, Regne Unit, 12 de gener, 2024), va ser un compositor australià.

## Biografia
David Newton Lumsdaine va estudiar al Conservatori de Música de Nova Gal·les del Sud (com es deia llavors). Es va traslladar a Anglaterra l'any 1953 i va compartir pis durant un temps amb un altre emigrat, el poeta Peter Porter, amb qui va col·laborar en diversos projectes, entre els quals la cantata Annotations of Auschwitz (1964). A Londres va estudiar primer composició amb Mátyás Seiber i després a la Royal Academy of Music amb Lennox Berkeley. El 1970 va ocupar una càtedra a la Universitat de Durham. El 1981 va ocupar un lloc com a professor titular al King's College de Londres. El seu treball està publicat per "The University of York Music Press" i "Universal Edition".
El 1979 es va casar amb Nicola LeFanu, també membre del King's College.
Després de retirar-se de la vida acadèmica el 1993, Lumsdaine es va traslladar a York, on la seva dona era professora de música a la universitat.
David Lumsdaine va morir el 12 de gener de 2024 a l'edat de 92 anys.

## Creació
Lumsdaine ha retractat totes les obres que va escriure abans dAnotacions d'Auschwitz (1964). Les seves primeres obres reconegudes van ser escrites utilitzant diverses tècniques de to i ritme associades al serialisme: tècniques com la rotació o la transposició de to, així com les relacions de to i durada. El concepte central de tota l'obra de Lumsdaine és el concepte de "terra", un terme manllevat de la terminologia musical barroca (en particular Purcell).
Les obres orquestrals Salvation Creek amb Eagle i Hagoromo (1974 i 1977, respectivament) continuen i desenvolupen la percepció personal de Lumsdaine de l'entorn australià.
La producció de Lumsdaine també va incloure obres per a piano, en particular Ruhe Sanfte, Sanfte Ruh (1974) i un nombre significatiu de peces que utilitzaven l'electrònica, com ara un muntatge/recomposició de números de la Durham Miners' Gala Big Meeting. Les obres de cambra inclouen una sèrie d'obres titulades Mandala, un concert per a violoncel, diversos cicles vocals i una cinquena orquestral Mandala (1989), dedicada a la natura i els sons australians. Poc després de compondre els seus rics i enèrgics "Kali Dances" per al conjunt el 1996, Lumsdaine es va retirar de la composició.